# Landesinspekteur

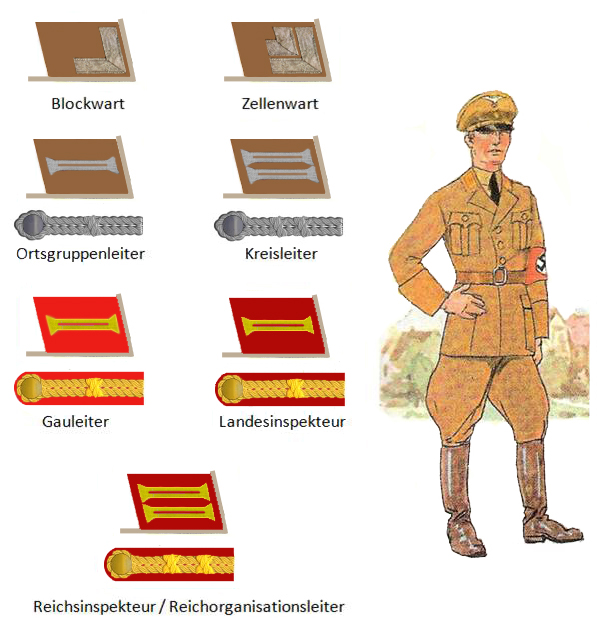
Primeras insignias políticas del Partido Nazi que muestran los rangos políticos de un Landesinspekteur y un Reichsinspekteur.

Inspekteur (en español: Inspector) fue uno de los primeros rangos políticos nacionasocialistas creados en 1930 debido a la expansión del NSDAP en toda Alemania con la esperanza de obtener una importante victoria electoral. La posición política de Inspekteur fue el primer esfuerzo concentrado para organizar el Partido NS a nivel nacional, donde como antes, los nazis habían operado principalmente desde Múnich, en Baviera, con varios grupos nazis disidentes en otras partes de Alemania.
El rango de Inspekteur se dividió en dos niveles: Landesinspekteur y Reichsinspekteur. El nivel de Landes se concentró en la organización nazi dentro de estados alemanes específicos, mientras que el nivel de Reich coordinó las actividades nazis en todo el país. La posición jerárquica de Inspekteur fue denotada en las guerreras y camisas marrones del partido por una y dos barras doradas colocadas en un parche de cuello rojo oscuro. Las presillas trenzadas largas o galones del hombro también se combinaron con uno o dos cordones de oro que igualmente denotaban el rango.
También existió un título especial para la mayoría de los Reichsinspekteur, que son los Reichsorganisationsleiter (Líder de Organización Nacional). No había ninguna insignia especial para esta posición política suprema, ya que era simplemente un título de mando para el inspector jefe del Reich. Robert Ley fue uno de los titulares de este título.
Después de que los nazis llegaron al poder en 1933, el rango político de Inspekteur quedó obsoleto, ya que la posición había servido principalmente para la coordinación electoral. Los deberes del Landesinspekteur fueron absorbidos por la posición de Gauleiter y el rango de Reichsinspekteur fue rebautizado como Reichsleiter.